# Flughafen Mazatlán

i8
i11
i13
Der Flughafen Mazatlán (spanisch Aeropuerto Internacional de Mazatlán, englisch General Rafael Buelna International Airport, IATA-Code: MZT, ICAO-Code: MMMZ) ist ein internationaler Flughafen bei der Großstadt Mazatlán nahe der Pazifikküste des westmexikanischen Bundesstaats Sinaloa.

## Lage
Der Flughafen Mazatlán befindet sich auf dem mexikanischen Festland gegenüber der Südspitze der Halbinsel Baja California etwa 900 km (Luftlinie) nordwestlich von Mexiko-Stadt in einer Höhe von ca. 12 m.

## Flugverbindungen
Hauptsächlich werden nationale Flüge nach Mexiko-Stadt und Tijuana abgefertigt, aber auch zahlreiche internationale Flüge zu Städten in den USA finden statt.

## Passagierzahlen
Im Jahr 2019 wurden erstmals über 1,1 Millionen Passagiere abgefertigt. Danach erfolgte ein deutlicher, aber nur vorübergehender Rückgang aufgrund der COVID-19-Pandemie.

## Zwischenfälle
Am 20. Oktober 1973 landete eine Boeing 727-14 der Mexicana de Aviación (Luftfahrzeugkennzeichen XA-SEN) 2 km  östlich des Zielflughafens Mazatlán in einem Feld. Die Maschine kam mit abgerissenen Fahrwerken zum Stillstand und wurde irreparabel beschädigt. Alle 123 Insassen überlebten den Unfall.